# Ane Skrove Nossum
Ane Skrove Nossum (* 12. März 1990 in Verdalsøra) ist eine ehemalige norwegische Biathletin.
Ane Skrove Nossum lebt in Lillehammer. Bei den Norwegischen Meisterschaften 2010 in Simostranda gewann sie mit Ada Ringen und Anne Ingstadbjørg als Vertretung Nord-Trøndelags den Vizemeistertitel im Staffelrennen. Im Sprint wurde sie Fünfte. Seit der Saison 2010/11 nimmt sie an internationalen Rennen des IBU-Cups teil. In ihrem ersten Rennen, einem Sprint zum Auftakt der Saison in Beitostølen wurde sie 50., im zweiten Sprint an selber Stelle gewann sie als 34. erste Punkte. Bei den Biathlon-Juniorenweltmeisterschaften 2011 in Nové Město na Moravě kam sie auf die Plätze fünf im Sprint, sieben in der Verfolgung und verpasste mit Tiril Eckhoff und Thekla Brun-Lie in der Staffel als Viertplatzierte um nicht einmal zehn Sekunden eine Medaille. Das Einzel beendete sie nicht. Bei den Biathlon-Europameisterschaften 2011 in Ridnaun kam Nossum zunächst bei den Juniorinnen zum Einsatz und wurde 28. des Sprints, beendete das Verfolgungsrennen jedoch nicht. Für das Staffelrennen wurde sie zu den Frauen beordert und wurde mit Eckhoff, Birgitte Røksund und Bente Landheim Neunte.
Seit der Saison 2011/12 startet Nossum bei den Frauen. Zunächst wurde sie am Saisonbeginn im IBU-Cup eingesetzt und wurde bei ihrem Debüt in Östersund 43. eines Sprints. Im folgenden Sprint an selber Stelle gewann sie als 37. erste Punkte. Wenig später verbesserte sie ihre Ergebnisse in Ridnaun stetig und erreichte als bestes Ergebnis einen 16. Rang im Sprint. Nach der positiven Entwicklung wurde Nossum für das dritte Weltcupwochenende in den Biathlon-Weltcup berufen und debütierte in Hochfilzen bei einem Sprintrennen. Dort gewann sie als 34. auf Anhieb Punkte.

## Biathlon-Weltcup-Platzierungen
Die Tabelle zeigt alle Platzierungen (je nach Austragungsjahr einschließlich Olympische Spiele und Weltmeisterschaften).
- 1.–3. Platz: Anzahl der Podiumsplatzierungen
- Top 10: Anzahl der Platzierungen unter den ersten zehn (einschließlich Podium)
- Punkteränge: Anzahl der Platzierungen innerhalb der Punkteränge (einschließlich Podium und Top 10)
- Starts: Anzahl gelaufener Rennen in der jeweiligen Disziplin

| Platzierung              | Einzel | Sprint | Verfolgung | Massenstart | Staffel | Gesamt |
| ------------------------ | ------ | ------ | ---------- | ----------- | ------- | ------ |
| 1. Platz                 |        |        |            |             |         |        |
| 2. Platz                 |        |        |            |             |         |        |
| 3. Platz                 |        |        |            |             |         |        |
| Top 10                   |        |        |            |             |         |        |
| Punkteränge              |        | 1      |            |             |         | 1      |
| Starts                   |        | 1      | 1          |             |         | 2      |
| Stand: 17. Dezember 2011 |        |        |            |             |         |        |